# ولينغتون أباريسيدا مارتنز
ولينغتون أباريسيدا مارتنز (بالبرتغالية: Wellington Aparecido Martins) (28 يناير 1991 بساو باولو في البرازيل - ) هو لاعب كرة قدم برازيلي في مركز الوسط. شارك مع منتخب البرازيل تحت 19 سنة لكرة القدم ‏ ومنتخب البرازيل تحت 20 سنة لكرة القدم. أما مع النوادي، فقد لعب مع نادي إنترناسيونال ونادي ساو باولو.

## وصلات خارجية
- ولينغتون أباريسيدا مارتنز على موقع قاعدة بيانات كرة القدم.إي يو (الإنجليزية)
- ولينغتون أباريسيدا مارتنز على موقع Soccerway.com (الإنجليزية)
- ولينغتون أباريسيدا مارتنز على موقع عالم كرة القدم.نت (الإنجليزية)
- ولينغتون أباريسيدا مارتنز على موقع AS.com (الإسبانية)